# Conway (Floryda)
Conway – jednostka osadnicza w Stanach Zjednoczonych, w stanie Floryda, w hrabstwie Orange.